# Vesperæ solennes de confessore (Mozart)
Les Vesperæ solennes de confessore (Vêpres solennelles d'un confesseur) en do majeur, KV. 339, ont été composées par Wolfgang Amadeus Mozart en 1780 alors qu'il occupait le poste de compositeur de la cour du prince-archevêque de Salzbourg, Hieronymus von Colloredo.

## Explication du nom
Le nom « d'un confesseur » indique que l'œuvre a été composée pour la fête d'un confesseur de la foi. D'autre part, le mot « solennelles » indique que l'œuvre a été écrite pour un orchestre important, comprenant des timbales et des trompettes.

## Structure
L'œuvre est composée des six sections des vêpres: la composition suit la liturgie catholique des vêpres. Elle fait appel à cinq des Psaumes de l'Ancien Testament et au magnificat de l'Évangile selon Luc. Chaque section se termine avec la doxologie Glória Patri.
Les six mouvements sont les suivants:
1. Dixit (Ps 110 (109)), Allegro vivace, en do majeur, à 
, 164 mesures
— Gloria Patri (mesure 75)
2. Confitebor (Ps 111 (110)), Allegro, en mi bémol majeur, à , 102 mesures
— Gloria Patri (mesure 76)
3. Beatus vir (Ps 112 (111)), Allegro vivace, en sol majeur, à 
, 190 mesures
— Gloria Patri (mesure 142)
4. Laudate pueri (Ps 113 (112)), Allegro, en ré mineur, à , 184 mesures
— Gloria Patri (mesure 124)
5. Laudate Dominum (Ps 117 (116)), Andante ma un poco sostenuto, en fa majeur, à 
, 72 mesures
— Gloria Patri (mesure 42)
6. Magnificat, Adagio, en do majeur, à , 100 mesures
— Et exultavit..., Allegro (mesure 6), en do majeur, à 
— Gloria Patri (mesure 75)

Est particulièrement réussi l'aria pour soprano Laudate Dominum.
- Durée de l'exécution: environ 25 minutes

## Orchestration
| Instrumentation des Vesperæ solennes de confessore K. 257                    |
| Voix                                                                         |
| Solo : soprano, alto, ténor, baryton Chœur : sopranos, altos, ténors, basses |
| Cordes                                                                       |
| premiers violons, seconds violons, violoncelles, contrebasses                |
| Bois                                                                         |
| 2 hautbois, 2 bassons                                                        |
| Cuivres                                                                      |
| 2 trompettes en do (clarines), 3 trombones                                   |
| Percussions                                                                  |
| 2 timbales en do et sol                                                      |
| Clavier                                                                      |
| orgue                                                                        |

## Textes
PSAULME 110 DIXIT

Dixit Dominus Domino meo: 

“Sede a dextris meis,

donec ponam inimicos tuos
 
scabellum pedum tuorum”.

2 Virgam potentiae tuae emittet Dominus ex Sion:

dominare in medio

inimicorum tuorum.

3 Tecum principatus 

in die virtutis tuae,

in splendoribus sanctorum,

ex utero ante luciferum genuite.

4 Juravit Dominus et non poenitebit eum:

“ Tu es sacerdos in aeternum secundum 

ordinem Melchisedech”.

5 Dominus a dextris tuis,

confregit in die irae suae reges.

6 Judicabit in nationibus: implebil ruinas,

conquassabit capita in terra moltorum.

7 De torrente in via bibet,

propterea exaltabit caput.

Gloria Patri 

et Filio 

et Spiritui Sancto,

sicut erat in principio et nunc et semper

et in saecula saeculorum,

Amen.

PSAUME 111 CONFITEBOR

Confitebor Domino in toto corde meo,

in consilio iustorum et congregatione.

2 Magna opera Domini,

Exquisite in omnes voluntates ejus.

3 Confessio et magnificentia opus ejus,

et iustitia ejus manet in saeculum saeculi.

4 Memoriam fecit mirabilium suorum,

misericors et justus.

5 Escam dedit timentibus se;

memor erit in saeculum testamenti sui.

6 Virtutem operum suorum annuntiavit populo suo,

ut det illis hereditatem gentium;

7 opera manuum ejus veritas et judicium.

Fidelia omnia mandata ejus,

8 confirmata in saeculum saeculi,

facta in veritate et aequitate.

9 Redemptionem misit populo suo,

mandavit in aeternum testamentum suum.

Sanctum et terribile nomen ejus.

10 Initium sapientiae timor Domini,

intellectus bonus omnibus facientibus eum;

laudatio ejus manet in saeculum saeculi.

Gloria Patri etc.

PSAUME 112 BEATUS VIR

1  Beatus vir, qui timet Dominum,

in mandatis ejus volet nimis.

2 Potens in terra erit semen ejus,

generatio rectorum benedicetur.

3 Gloria et divitiae in domo ejus,

et iustitia ejus manet in saeculum saeculi.

4 Exortum est in tenebris lumen rectis,

misericors et miserator et iustus.

5 Iucundus homo, qui miseretur et commodat,

disponet res suas in judicio,

6 quia in aeternum non commovebitur.

In memoria aeterna erit iustus,

7 ab auditione mala non timebit.

Paratum cor ejus, sperare in Domino,

8 non commovebitur,

donec despiciat inimicos suos.

9 Dispersit dedit pauperibus;

justitia ejus manet in saeculum saeculi,

cornu ejus exaltabitur in gloria.

10 Peccator videbit et irascetur,

dentibus suis fremet et tabescet.

Desiderium peccatorum peribit.

Gloria Patri etc.

PSAUME 113 LAUDATE PUERI

Laudate, pueri Domini,

laudate nomen Domini.

2 Sit nomen Domini benedictum

ex hoc nunc et usque in saeculum.

3 A solis ortu usque ad occasum

laudabile nomen Domini.

4 Excelsus super omnes gentes Dominus,

super caelos gloria ejus.

5 Quis sicut Dominus Deus noster,

qui in altis habitat

6 et humilia respicit

in coelo et in terra?

7 Suscitans de terra inopem,

de stercore erigens pauperem,

8 ut collocet eum cum principibus,

cum principibus populi sui.

9 Qui habitare facit sterilem in domo,

matrem filiorum laetantem.

Gloria Patri etc.

PSAUME 117 LAUDATE DOMINUM

Laudate Dominum, omnes gentes;

laudate eum, omnes populi.

2 Quoniam confirmata est super nos misericordia ejus,

et veritas Domini manet in aeternum.

Gloria Patri etc.

Luc 1 – 46-54 MAGNIFICAT

«Magnificat anima mea Dominum,

47 et exsultavit spiritus meus in Deo salvatore meo,

48 quia respexit humilitatem ancillae suae.

Ecce enim ex hoc beatam me dicent omnes generationes,

49 quia fecit mihi magna, qui potens est,

et sanctum nomen ejus,

50 et misericordia ejus in progenies et progenies

timentibus eum.

51 Fecit potentiam in brachio suo,

dispersit superbos mente cordis sui;

52 deposuit potentes de sede

et exaltavit humiles;

53 esurientes implevit bonis

et divites dimisit inanes.

54 Suscepit Israel puerum suum,

recordatus misericordiae,

55 sicut locutus est ad patres nostros,

Abraham et semini ejus in saecula.»

Gloria Patri etc.